# Surses
Surses is een gemeente in het Zwitserse district Albula dat behoort tot het kanton Graubünden. Surses heeft 2425 inwoners.

## Geschiedenis
Surses is een fusiegemeente ontstaan op 1 januari 2016 uit de gemeenten Bivio, Cunter, Marmorera, Mulegns, Salouf, Savognin, Tinizong-Rona, Riom-Parsonz en Sur.

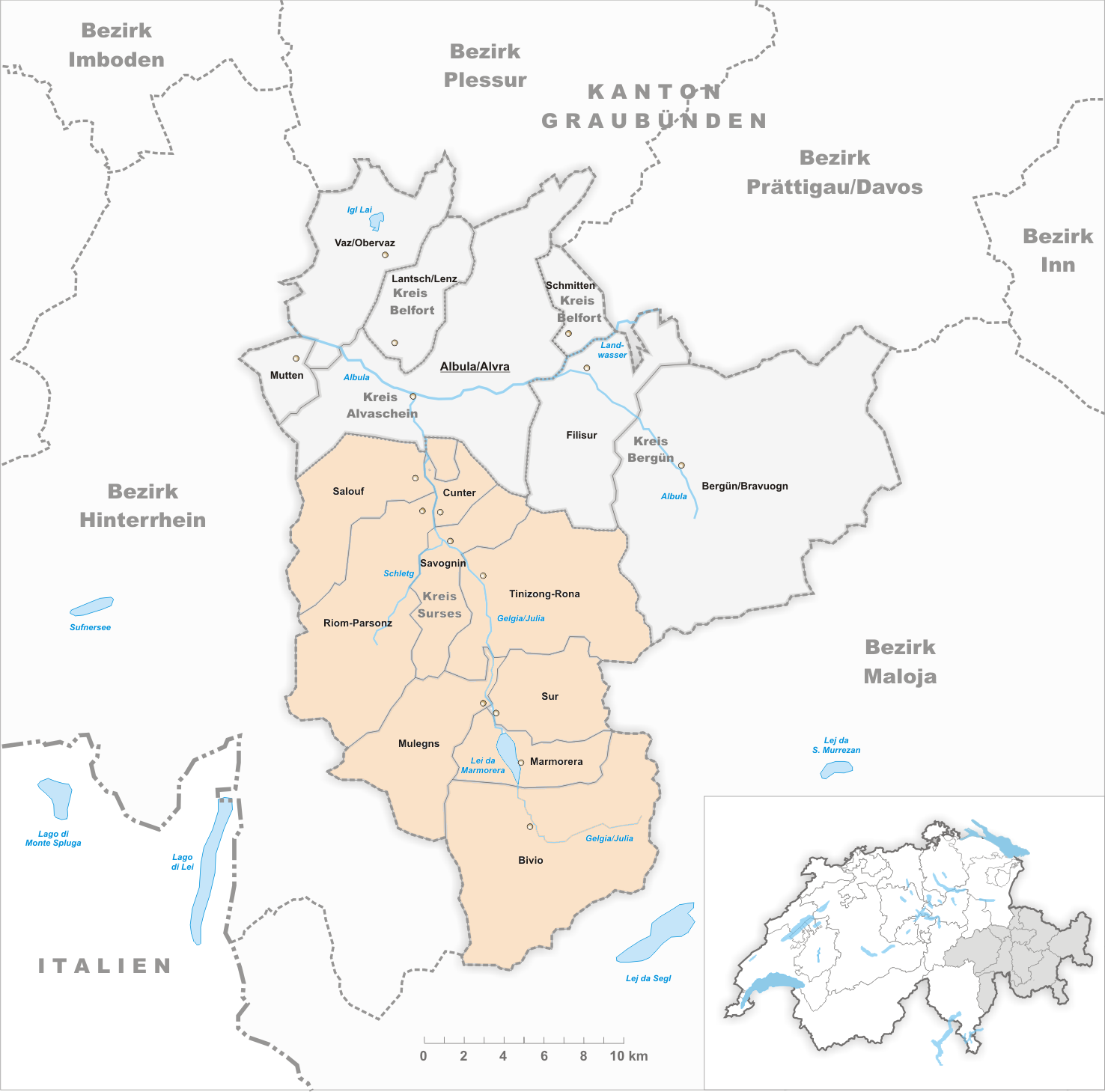
De voormalige gemeenten waaruit gemeente Surses nu bestaat.

## Geografie
Surses heeft een oppervlakte van 324 km² en grenst aan de gemeenten Andeer, Albula/Alvra, Avers, Bergün/Bravuogn, Bregaglia, Ferrera, Filisur, Silvaplana, Sils im Engadin/Segl en Zillis-Reischen.